# Wolseley Wasp
La Wasp è un'autovettura di classe media-inferiore prodotta dalla Wolseley nel 1936.
La vettura aveva montato un motore in linea a quattro cilindri e valvole in testa, da 1.069 cm³ di cilindrata, che erogava 32 CV di potenza a 4.000 giri al minuto.
Era offerto un solo tipo di carrozzeria, berlina quattro porte.
La Wasp raggiungeva una velocità massima di 103 km/h. Dopo solo un anno di commercializzazione, la Wasp venne tolta dal mercato senza il lancio di nessun modello successore.